# Vela nos Jogos Pan-Americanos de 2011 - RS:X feminino
A competição do RS:X feminino foi um dos eventos da vela nos Jogos Pan-Americanos de 2011, em Guadalajara. Foi disputada no Vallarta Yacht Club, em Puerto Vallarta, entre os dias no dia 17 e 23 de outubro.

## Calendário
Horário local (UTC-6).
| Data          | Horário | Fase              |
| ------------- | ------- | ----------------- |
| 17 de outubro | 15:14   | Regata 1          |
| 18 de outubro | 14:17   | Regata 2          |
| 18 de outubro | 15:38   | Regata 3          |
| 18 de outubro | 16:31   | Regata 4          |
| 19 de outubro | 15:21   | Regata 5          |
| 19 de outubro | 16:30   | Regata 6          |
| 21 de outubro | 15:02   | Regata 7          |
| 21 de outubro | 16:01   | Regata 8          |
| 22 de outubro | 14:15   | Regata 9          |
| 22 de outubro | 15:28   | Regata 10         |
| 23 de outubro | 15:20   | Regata da medalha |

## Medalhistas
| Ouro   | BRA Patrícia Freitas |
| Prata  | MEX Demita Vega      |
| Bronze | USA Farrah Hall      |

## Resultados
Na regata da medalha (M), somente as cinco melhores colocadas até a 10ª regata participam. Nessa regata, a pontuação perdida é multiplicada por 2. A vencedora é aquela que obtiver um menor número de pontos perdidos. A pior pontuação é desconsiderada na classificação final.
| Pos.              | Velejadora              | Regata | Regata | Regata | Regata | Regata | Regata | Regata  | Regata | Regata  | Regata | Regata | Total de pontos | Pontuação final |
| Pos.              | Velejadora              | 1      | 2      | 3      | 4      | 5      | 6      | 7       | 8      | 9       | 10     | M      | Total de pontos | Pontuação final |
| ----------------- | ----------------------- | ------ | ------ | ------ | ------ | ------ | ------ | ------- | ------ | ------- | ------ | ------ | --------------- | --------------- |
| Medalha de ouro   | BRA Patrícia Freitas    | (2)    | 1      | 1      | 1      | 2      | 1      | 1       | 1      | 1       | 1      | 2      | 14              | 12              |
| Medalha de prata  | MEX Demita Vega         | 1      | 5      | 2      | 3      | 1      | 3      | (8) OCS | 2      | 3       | 4      | 4      | 36              | 28              |
| Medalha de bronze | USA Farrah Hall         | 3      | 2      | 5      | 2      | 3      | 2      | 2       | 5      | (8) DSQ | 2      | 10     | 44              | 36              |
| 4                 | CAN Nikola Girke        | (4)    | 3      | 3      | 4      | 4      | 4      | 4       | 4      | 2       | 3      | 6      | 41              | 37              |
| 5                 | ARG Jazmin López Becker | 5      | 4      | 4      | 5      | 5      | (6)    | 3       | 3      | 5       | 5      | 8      | 53              | 47              |
| 6                 | CUB Anayansi Pérez      | (6)    | 6      | 6      | 6      | 6      | 5      | 5       | 6      | 4       | 6      | –      | 56              | 50              |
| 7                 | AHO Monique Meijer      | (7)    | 7      | 7      | 7      | 7      | 7      | 6       | 7      | 6       | 7      | –      | 68              | 61              |

### Vela
| M   | Regata da Medalha da qual só participam os dez primeiros colocados das regatas anteriores  |  |  | CAN | Regata cancelada |
| BFD | Desclassificado por bandeira preta (Black Flag Disqualified)                               |  |  |     |                  |
| UFD | Desclassificado por bandeira "U" (U Flag Disqualified)                                     |  |  |     |                  |
| OCS | Largada queimada (On the Course Side of the starting line)                                 |  |  |     |                  |
| DNE | Desclassificação sem eliminação (infração a um item do regulamento da prova – Did Not End) |  |  |     |                  |